# Amai (álbum)
Amai é o segundo álbum de estúdio do cantor de fado português Paulo Bragança.
Foi lançado em 1994 pela editora PolyGram.
Contém 14 faixas, uma das quais em inglês ("Sorrow's child" de Nick Cave), e contou com a produção de Rui Vaz com Paulo Bragança e Carlos Maria Trindade.
O álbum, com a excepção do tema "O baloiço (Fado Mogofores)", viria a ser lançado pela editora de David Byrne, a Luaka Bop, com todos os títulos em português traduzidos para inglês, outra capa e com um alinhamento ligeiramente diferente: "Sorrow´s child" subiu para 4º lugar e "O Espírito da Carne" desceu para 8º.

## Faixas
1. "Prelúdio" 00:57
2. "Noite, Janeiro, Lua cheia" 03:39
3. "Adeus" 04:25
4. "Vox populis" 05:24
5. "O Espírito da Carne" 03:37
6. "Interlúdio" 00:45
7. "O Farol (da Cruz de Sal)" 03:52
8. "Fado herói (parte 1) / Fado herói (parte 2)" 03:42
9. "O baloiço (Fado Mogofores)" 03:03
10. "Pecado I (Fado Claudinne)" 03:44
11. "Pecado II" 03:02
12. "Sorrow's child" 04:04
13. "Cansaço" 03:21
14. "Epílogo" 01:22

- Edição Luaka Bop[4]

1. "Prelude"
2. "January, night, full Moon"
3. "Farewell"
4. "Sorrow´s child"
5. "Vox populis"
6. "Interlude "
7. "The lighthouse (Of Cruz de Sal)"
8. "The spirit of the flesh"
9. "Hero´s fado - Parts 1 & 2"
10. "Sin I"
11. "Sin II"
12. "Fatigue"
13. "Epilogue"